# Haverhill, Suffolk
Haverhill este un oraș în comitatul Suffolk, regiunea East, Anglia. Orașul se află în districtul St Edmundsbury. 